# Денія
Денія (валенс. Dénia (офіційна назва), ісп. Denia) — муніципалітет в Іспанії, у складі автономної спільноти Валенсія, у провінції Аліканте. Населення — 43 899 осіб (2022).

## Географія
Муніципалітет розташований на відстані близько 370 км на південний схід від Мадрида, 75 км на північний схід від Аліканте.
На території муніципалітету розташовані такі населені пункти: (дані про населення за 2010 рік)
- Денія: 40027 осіб
- Ла-Шара: 1557 осіб
- Хесус-Побре: 736 осіб
- Ла-Педрера: 2178 осіб

## Демографія
Динаміка населення (INE ):

## Галерея зображень

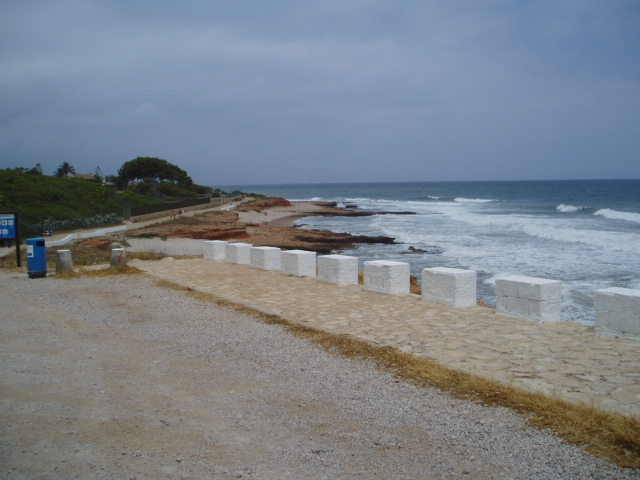
Пляж Лас-Ротас у Денії
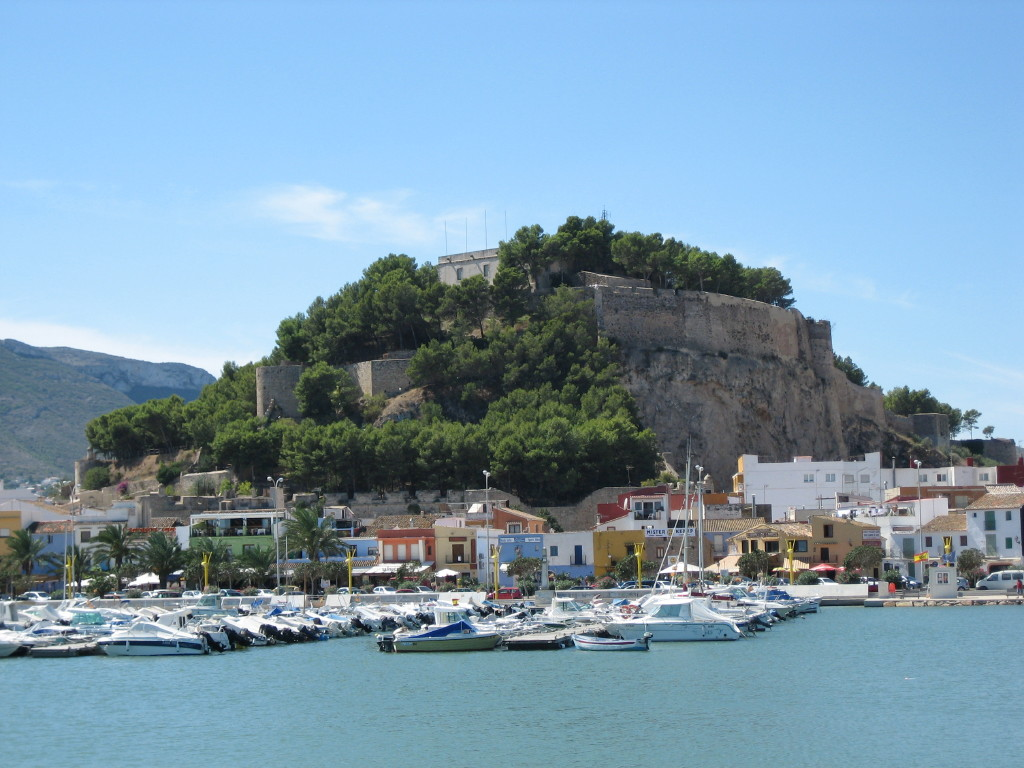
Замок Денії
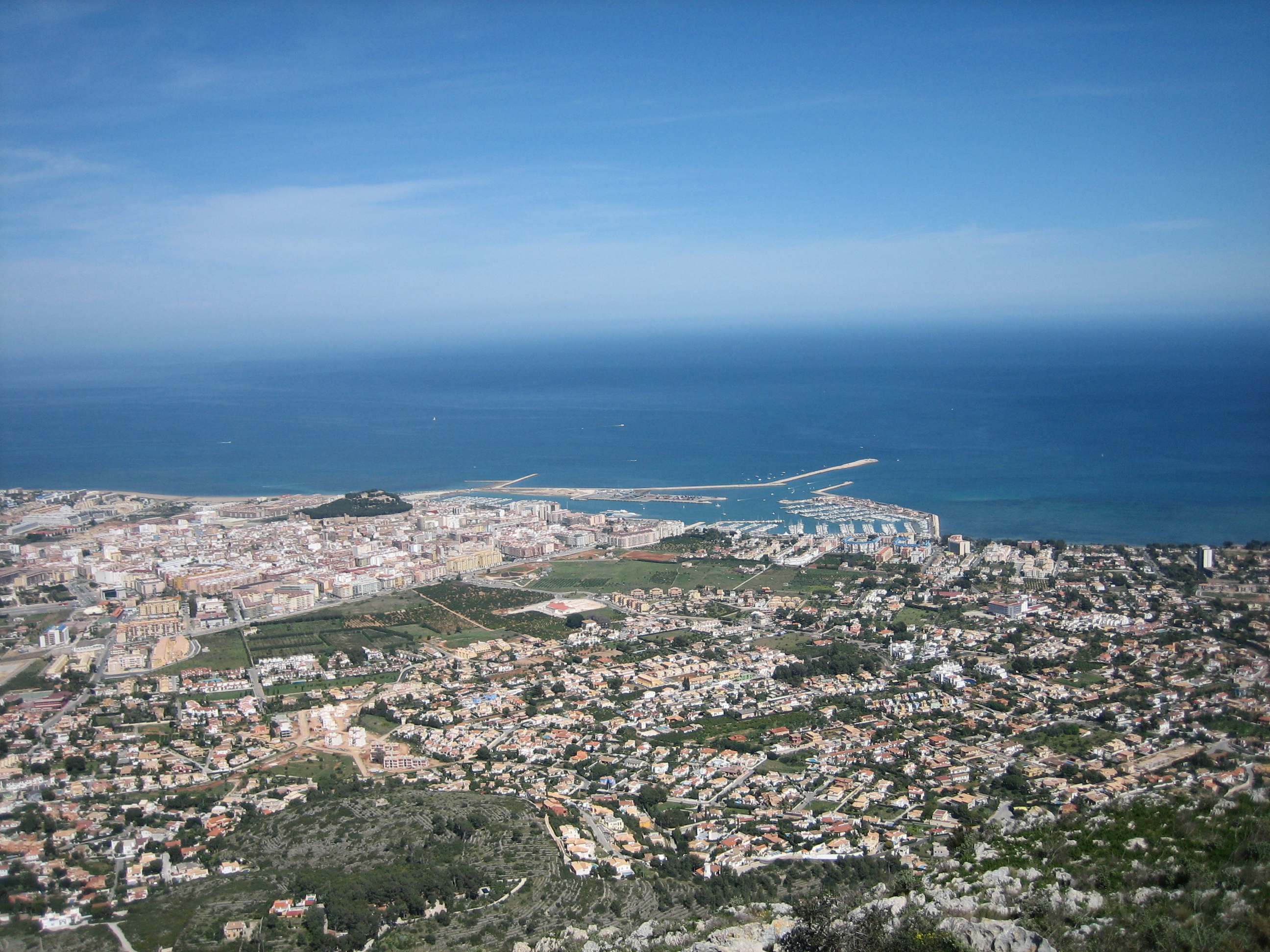
Денія
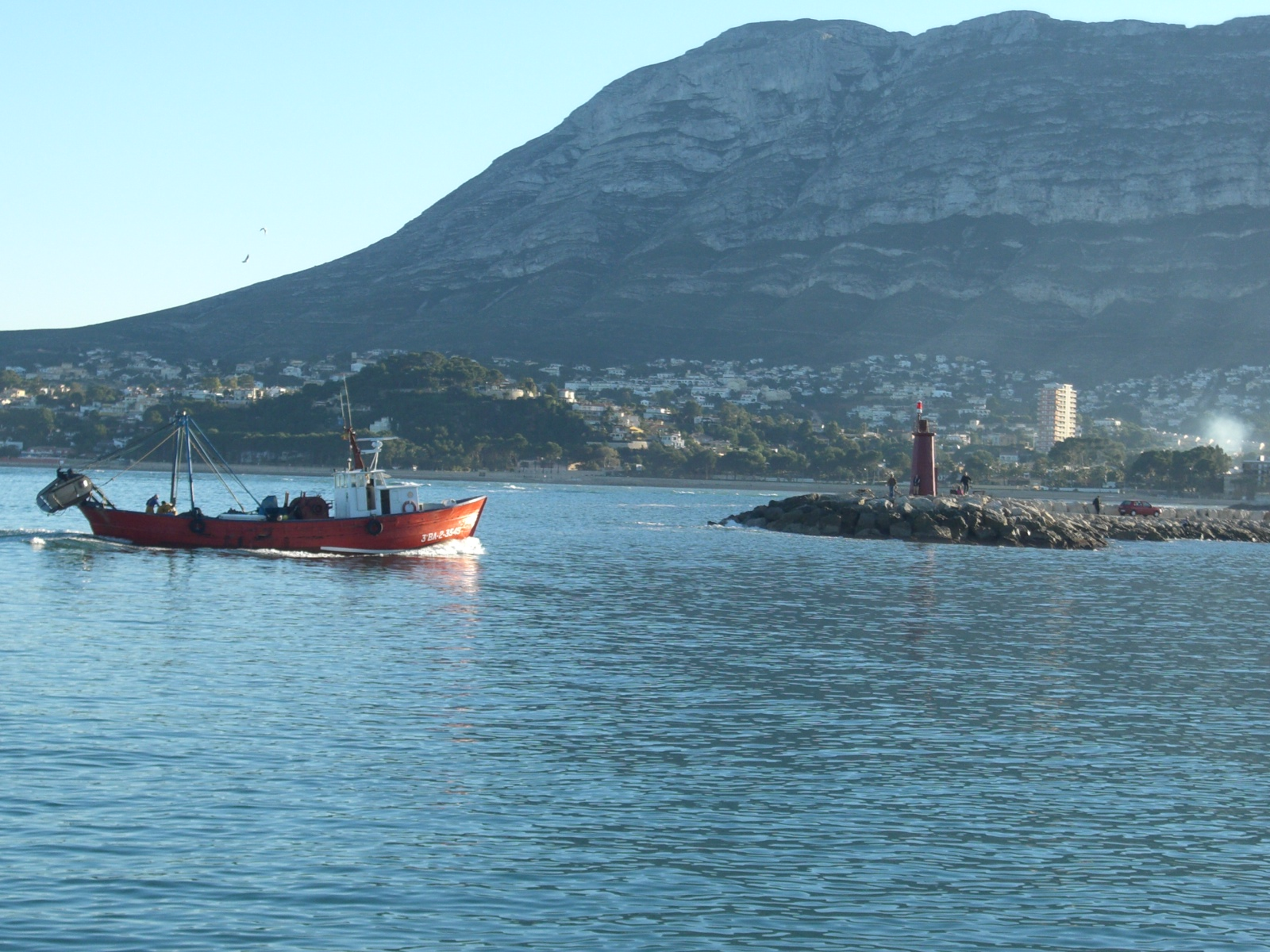
Порт міста Денія
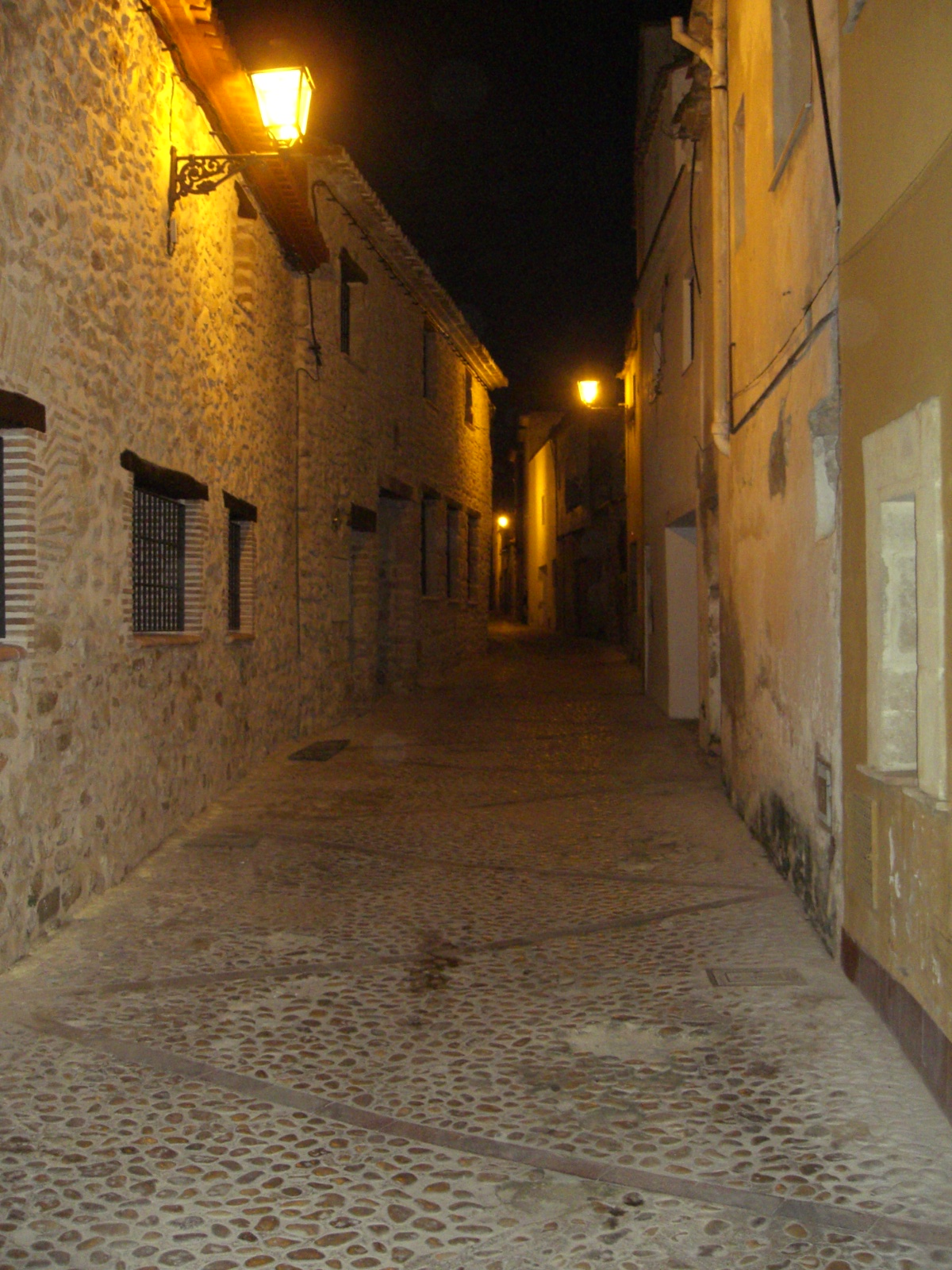
Вулиця
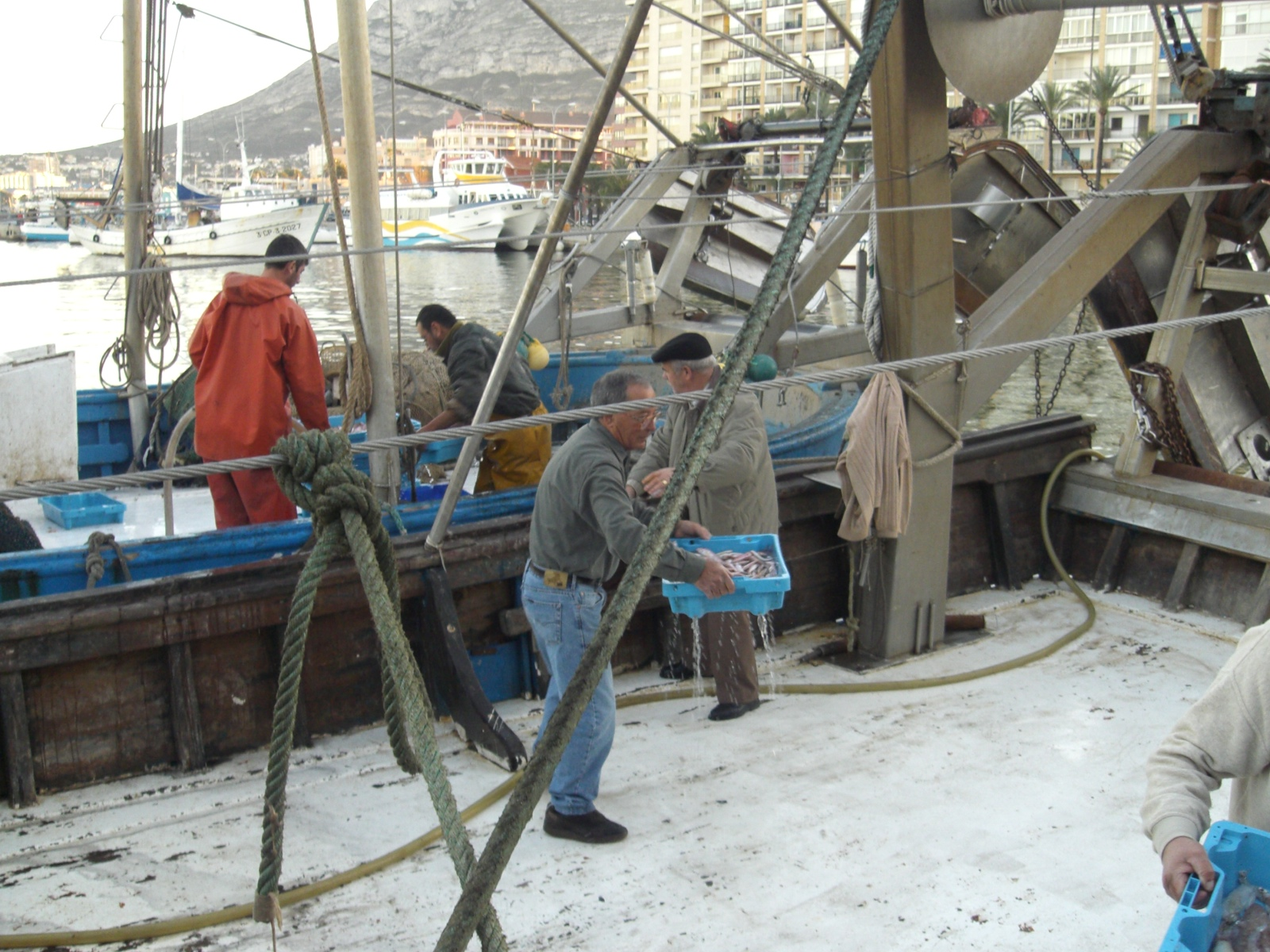
Рибалки у порту